# Битаутас, Ионас Ионович
Ио́нас Ио́нович Бита́утас (род. 1940) — литовский советский агроном, депутат Верховного Совета СССР.

## Биография
Родился в 1940 году. Литовец. Член КПСС с 1965 года. Образование незаконченное высшее.
С 1958 года агроном колхоза. В 1959—1962 годах служил в Советской Армии. С 1953 года — инспектор производственного колхозно-совхозного управления, затем агроном колхоза. С 1968 года — председатель колхоза им. Черняховского, Клайпедский район Литовской ССР.
Депутат Совета Национальностей Верховного Совета СССР 9 созыва (1974—1979) от Плунгенского избирательного округа № 243 Литовской ССР. Член Комиссии по строительству и промышленности строительных материалов Совета Национальностей.